# Южнобережный диалект крымскотатарского языка

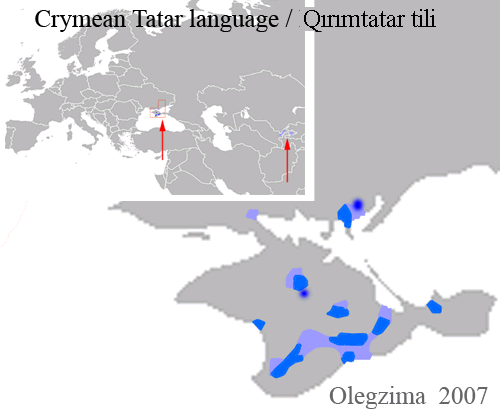
Распространение крымскотатарского языка

Южнобере́жный (ю́жный) диале́кт (крымскотат. yalı boyu şivesi, ялы бою шивеси) — диалект крымскотатарского языка, распространённый среди южнобережных крымских татар, проживавших до депортации 1944 года на южном берегу Крыма. Принадлежит к огузской группе тюркских языков, очень близок к турецкому.
Диалект южнобережных крымцев очень близок к турецкому языку. Выделяется значительным количеством греческих и некоторым количеством итальянских заимствований. Литературная норма крымскотатарского языка, созданная во второй половине XIX века просветителем Исмаилом Гаспринским, опиралась на южнобережный диалект. Современный литературный язык крымских татар развивается на основе среднего диалекта, однако отдельные особенности южнобережного в нём также присутствуют.
Специфические фонетические черты, отличающие южнобережный диалект как от турецкого языка, так и от двух других крымскотатарских диалектов:
- переход твёрдого, заднеязычного глубокого (корнеязычного) q (в кириллической графике — къ и в традиционной арабской — ق) в x;
- сильная палатализация (смягчение) согласных в «мягких» слогах.

Отличия южнобережного диалекта не являются следствием его развития под влиянием турецкого, как прежде считалось. В реальности он представляет собой ответвление огузских ka-языков (к которым также относятся литературный турецкий, балканские диалекты турецкого и гагаузский), попавшее под влияние говоров Центрального Крыма.

## Говоры
- Западный (ялтинский) говор был распространён от Фороса на западе до Никиты на востоке. Характерные черты: кыпчакские начальные k- и t- вместо огузских g- и d- в большинстве слов, аффикс настоящего времени -yır, -yir (соответствует турецкому -yor).
- Средний (алуштинский) говор был распространён от Гурзуфа на западе до Тувака на востоке. Характерные черты: огузское начальное g-, кыпчакское начальное t- вместо огузского d- в большинстве слов, аффикс настоящего времени -y -ıy, -iy, -uy, -üy, аффикс 1 лица множ. числа -ıq, -ik, -uq, -ük.
- Восточный (судакский) говор был распространён от Ускюта на западе до Коктебеля на востоке. Характерные черты: огузские начальные g- и d-, аффикс настоящего времени -y -ıy, -iy, -uy, -üy, аффикс 1 лица множ. числа -ıq, -ik, -uq, -ük. В говорах некоторых сёл мягкому k соответствует специфический звук, близкий к ч.

В целом, южнобережный диалект весьма неоднороден и язык выходцев практически из каждого села или группы расположенных рядом сёл имеет свои, уникальные особенности, в особенности в области лексики. Так, например, говор уроженцев села Ускют насчитывает десятки слов, не встречающихся более ни в каких других крымских говорах и диалектах.